# ماهیچه‌های نزدیک‌کننده ران
ماهیچه‌های نزدیک‌کننده ران (به انگلیسی: Hip Adductors) گروهی از ماهیچه‌ها هستند که برای نزدیک کردن ران‌های دو پا به هم کاربرد دارند.

## ساختار
گروه نزدیک‌کننده ران عبارت است از:
- ماهیچه نزدیک‌کننده کوتاه
- ماهیچه نزدیک‌کننده دراز
- ماهیچه نزدیک‌کننده بزرگ
- ماهیچه نزدیک‌کننده کوچک
- ماهیچه شانه‌ای
- ماهیچه نواری
- ماهیچه سدادی خارجی[۱]

گروه نزدیک‌کننده ران از استخوان شرمگاهی و استخوان نشیمنگاهی منشأ می‌گیرند و عمدتاً به سطح پسین داخلی استخوان ران وارد می‌شوند.